# Plainfield (Massachusetts)
Plainfield é uma vila localizada no condado de Hampshire no estado estadounidense de Massachusetts. No Censo de 2010 tinha uma população de 648 habitantes e uma densidade populacional de 11,73 pessoas por km².

## Geografia
Plainfield encontra-se localizado nas coordenadas 42° 30′ 59″ N, 72° 55′ 21″ O. Segundo o Departamento do Censo dos Estados Unidos, Plainfield tem uma superfície total de 55.24 km², da qual 54.65 km² correspondem a terra firme e (1.07%) 0.59 km² é água.

## Demografia
Segundo o censo de 2010, tinha 648 pessoas residindo em Plainfield. A densidade populacional era de 11,73 hab./km². Dos 648 habitantes, Plainfield estava composto pelo 96.3% brancos, o 2.16% eram afroamericanos, o 0.15% eram amerindios, o 0.62% eram asiáticos, o 0% eram insulares do Pacífico, o 0.31% eram de outras raças e o 0.46% pertenciam a duas ou mais raças. Do total da população o 1.39% eram hispanos ou latinos de qualquer raça.